# Grote burgemeester
De grote burgemeester (Larus hyperboreus) is een vogel uit de familie van meeuwen en sternen (Laridae).

## Kenmerken
Deze vogel heeft een wit zomerkleed met een lichtgrijze rug. In de winter bevat de kop donkere strepen. De forse snavel heeft een geeloranje kleur en de kleine ogen zijn geel.

## Leefwijze
Het voedsel van deze agressieve omnivoor bestaat uit vissen, eieren, aas, insecten en bessen, maar hij doodt voor voedsel ook andere vogels, soms zelfs in de vlucht.

## Voortplanting
Zijn nest is samengesteld uit opeengehoopt mos, zeewier en gras. Het legsel bestaat uit groenige tot bruine eieren met donkere vlekken.

## Verspreiding en leefgebied
Zijn broedgebied omvat noordelijke rotskusten en eilanden, meestal in de buurt van een grote kolonie zeevogels en blijft meestal binnen de poolcirkel. De noordelijke kusten van de Atlantische Oceaan vormen het belangrijkste overwintergebied, maar de vogel vertoeft 's winters soms ook langs de kusten van de Noordzee.
De soort telt vier ondersoorten:
- L. h. hyperboreus: van noordelijk Europa tot noordwestelijk Siberië.
- L. h. pallidissimus: van noordwestelijk Siberië tot de Beringzee.
- L. h. barrovianus: van Alaska tot noordwestelijk Canada.
- L. h. leuceretes: van het noordelijke deel van Centraal-Canada tot Groenland en IJsland.

## Status
De grootte van de populatie is in 2015 geschat op 400.000-1.500.000 vogels. Op de Rode lijst van de IUCN heeft deze soort de status niet bedreigd.

## Externe links

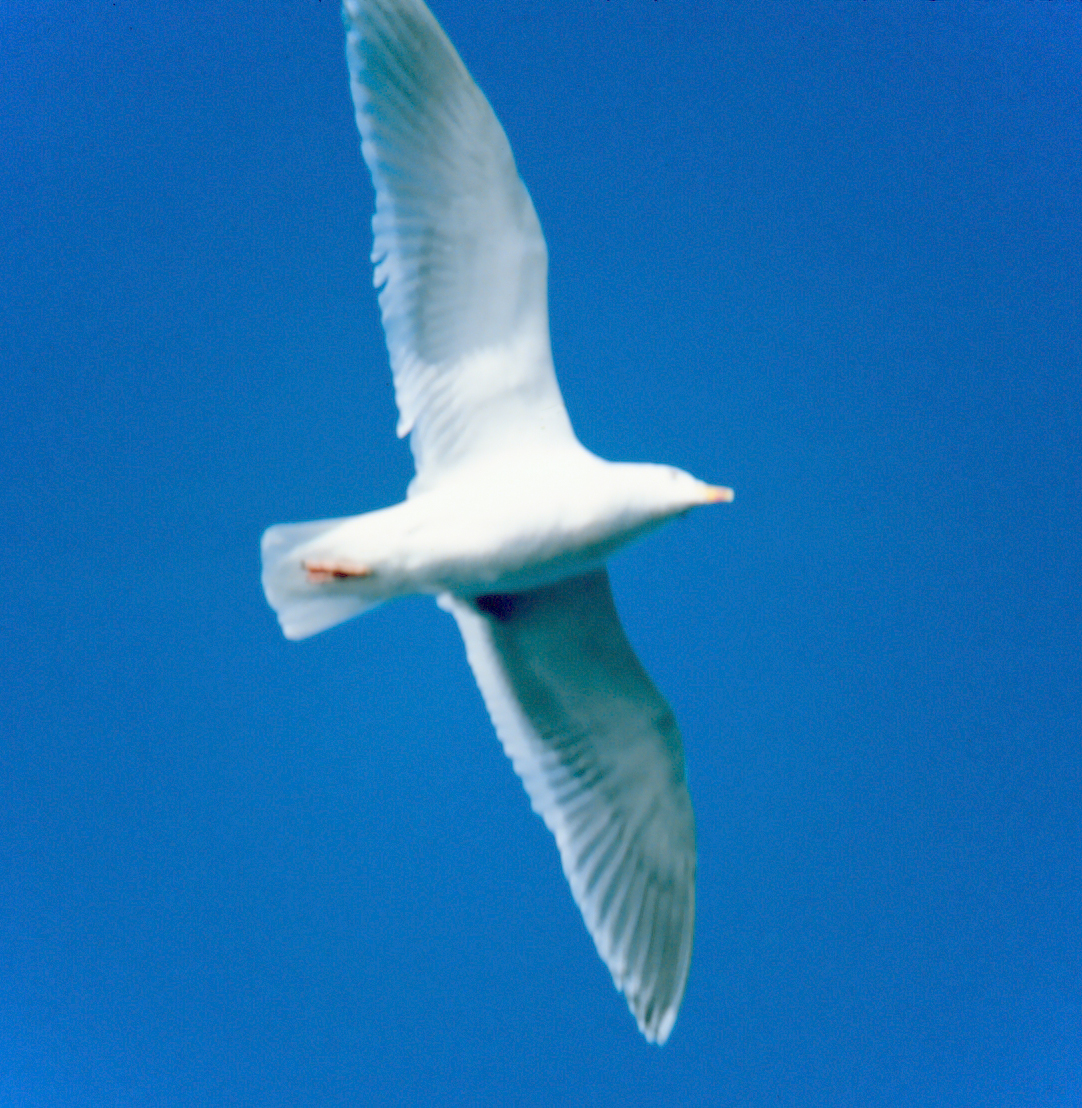